# Mark Esper
Mark Thomas Esper, född 26 april 1964 i Uniontown, Pennsylvania, är en amerikansk politiker och ämbetsman. Mellan 2019 och 2020 var han den 27:e försvarsministern i USA under Donald Trumps regering. Mellan 2017 och 2019 var han USA:s arméminister.
Han är gift med Leah Lacy (1989). De har tre barn.